# Baumölmaß
Das Baumölmaß war ein deutsches Volumenmaß in Frankfurt/Main für Olivenöl. Die Anwendung des Maßes geschah als Masseneinheit (Gewichtsmaß) von einem Pfund der Region. Es wird angenommen, dass das Frankfurter Butter- und Fleischpfund mit 33 Lot oder 482,8 Gramm Grundlage war.
- 1 Pfund Baumöl entsprach 26,09 Pariser Kubikzoll = 0,5176 Liter